# Białczański Żleb

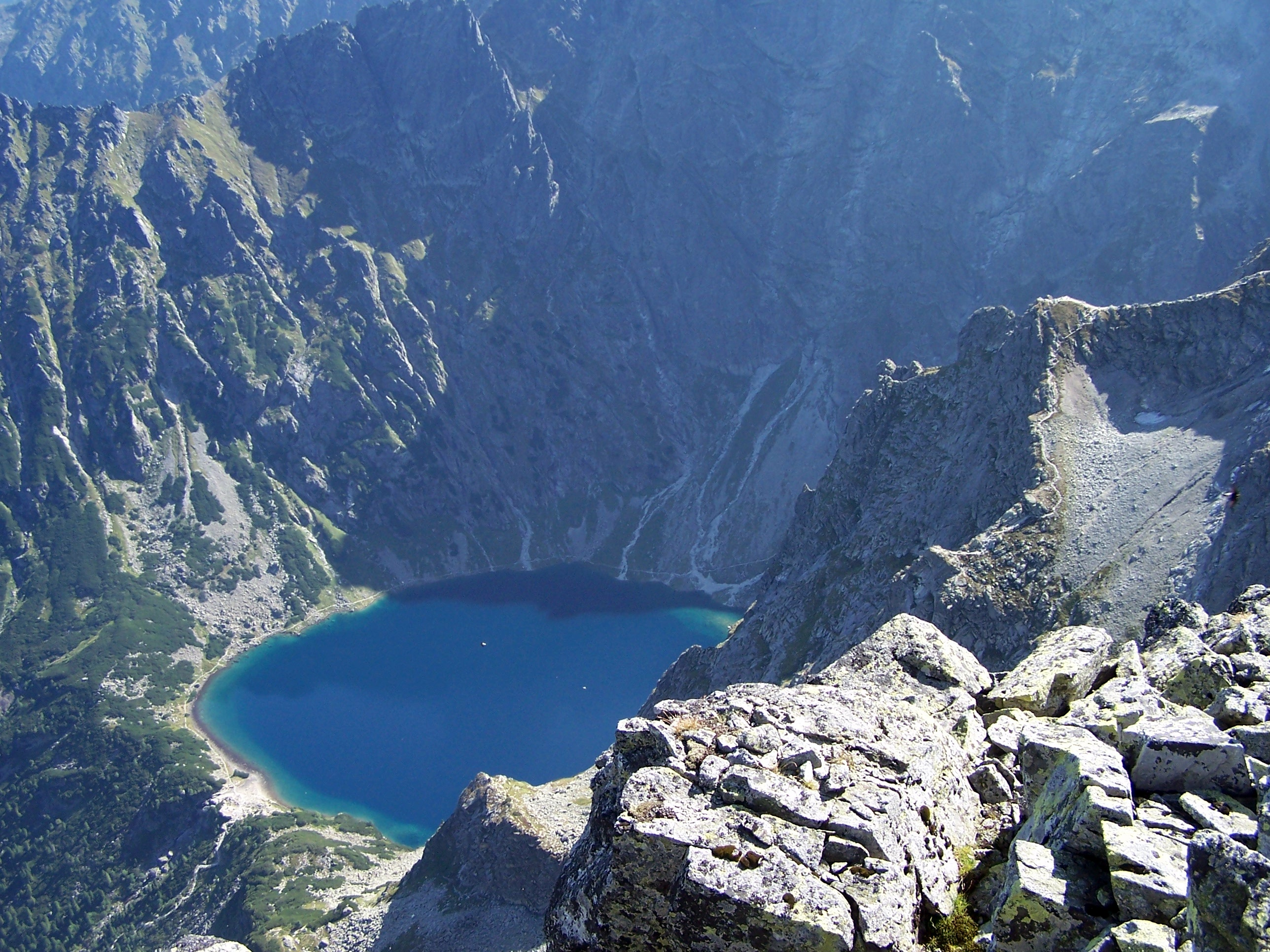
Widok na Białczański i Pośredni Białczański Żleb

Białczański Żleb (niem. Alpengrundschlucht, słow. Bielovodský žľab, węg. Poduplaszki-szakadék) – żleb na zachodnich stokach Żabiej Grani w Tatrach Polskich. Opada spod Białczańskiej Przełęczy do Czarnostawiańskiego Kotła. Orograficznie lewe jego ograniczenie tworzy grzęda opadająca z Białczańskiej Kopki. Grzęda ta oddziela go od Pośredniego Białczańskiego Żlebu.
Górą Białczański Żleb jest szeroki i trawiasty. W części środkowej zwęża się oraz robi się bardziej stromy i głębiej wcięty, z obydwu stron otoczony pionowymi ściankami. Ma wylot w odległości około 50 m od wschodniego brzegu Czarnego Stawu pod Rysami, tuż obok znajdującej się przy turystycznym szlaku koleby.
Białczańskim Żlebem prowadzi jedna z kilku taternickich dróg dojściowych od brzegu Czarnego Stawu pod Rysami na Białczańską Przełęcz. Ma kilka miejsc o trudności I w skali tatrzańskiej. Czas przejścia 45 min. Latem przejście jest niewygodne, gdyż żleb jest kruchy, zimą natomiast jest to droga najwygodniejsza.
Autorem nazwy żlebu jest Władysław Cywiński.